# Mercado extrabursátil
Un mercado extrabursátil, mercado over-the-counter (OTC), mercado paralelo no organizado o mercado de contratos a medida es uno donde se negocian instrumentos financieros (acciones, bonos, materias primas, swaps o derivados de crédito) directamente entre dos partes. Este tipo de negociación se realiza fuera del ámbito de los mercados organizados.

## Contratos y mercados OTC
Un contrato OTC es un contrato bilateral en el cual las dos partes se ponen de acuerdo sobre las modalidades de liquidación del instrumento. Normalmente es entre un banco de inversión y el cliente directamente. La mayoría de las veces a través del teléfono o computador. Los derivados OTC negociados entre instituciones financieras suelen tomar como marco las cláusulas del International Swaps and Derivatives Association (ISDA). Entre instituciones españolas o entre institución española y particulares suele firmarse el Contrato Marco de Operaciones Financieras (CMOF).
El New York Mercantile Exchange (NYMEX) ha creado un mecanismo de compensación para algunos derivados OTC energéticos comúnmente negociados que permite a las contrapartidas de muchas transacciones OTC bilaterales acordar transferir mutuamente la negociación a ClearPort, eliminando el riesgo de crédito y rendimiento para las contrapartidas de transacciones iniciales OTC.

## Borrador de derivados OTC
Los derivados OTC están documentados en acuerdos marcos. Un acuerdo marco es un acuerdo entre dos partes que indica las normas estándar que se aplican en todas las transacciones entre esas dos partes. Con cada nueva transacción, las normas del acuerdo marco no necesitan ser renegociadas y se aplican automáticamente.
El mercado OTC es enorme y se suele subestimar. Por ejemplo el PIB de toda América Latina en el 2014 es menos de 5 billones de dólares estadounidenses. En comparación el mercado de operaciones de OTC o mercado extrabursátil mundial supera 1 billón de dólares al año.

## Acciones negociadas over-the-counter
En los Estados Unidos la negociación OTC se realiza a través de intermediarios que usan servicios como OTC Bulletin Board (OTCBB) y Pink Sheets. El mercado OTC se monitorea desde el NASD. Ya que no se negocia en ninguna bolsa importante y se hace poca investigación, estas negociaciones se consideran arriesgadas. Como la negociación en ese mercado es muy poco frecuente, la diferencia entre precios obtenidos y solicitados es muy grande.
Otra modalidad para negociar derivados de acciones son los contratos por diferencia (CFD), en los que el inversor no es propietario de las acciones, ya que es el broker utilizado por éste el que las emite.

## Commodity Futures Modernization Act (2000)
- Ley de modernización de futuros de mercancías (2000) en
  - (en:) Commodity Futures Modernization Act of 2000